# Куландон
Куландо́н (фр. Coulandon) — коммуна во Франции, находится в регионе Овернь. Департамент коммуны — Алье. Входит в состав кантона Западный Мулен. Округ коммуны — Мулен.
Код INSEE коммуны — 03085.

## Население
Население коммуны на 2008 год составляло 689 человек.
| 1962 | 1968 | 1975 | 1982 | 1990 | 1999 | 2008 |
| ---- | ---- | ---- | ---- | ---- | ---- | ---- |
| 405  | 466  | 494  | 493  | 554  | 594  | 689  |

## Экономика
В 2007 году среди 448 человек в трудоспособном возрасте (15—64 лет) 354 были экономически активными, 94 — неактивными (показатель активности — 79,0 %, в 1999 году было 76,6 %). Из 354 активных работали 333 человека (175 мужчин и 158 женщин), безработных было 21 (5 мужчин и 16 женщин). Среди 94 неактивных 37 человек были учениками или студентами, 39 — пенсионерами, 18 были неактивными по другим причинам.

## Достопримечательности
- Церковь Сен-Мартен (XI—XII века)
- Бывший дом священника и 4 замка XV—XVIII веков